# لمیا بقالی
لمیا بقالی (انگلیسی: Lamyaa Bekkali؛ متولد ۱۰ مه ۱۹۸۹) یک تکواندوکار مراکشی است .
در مسابقات قهرمانی تکواندو جهان ۲۰۱۱، وی پس از شکست خوردن در مقابل آنا زانینوویچ در بازی نهایی، در کلاس سبک‌وزن (خروس‌وزن) مدال نقره را به دست آورد.
در مسابقات قهرمانی تکواندو آفریقا، دو بار در سالهای ۲۰۰۹ و ۲۰۱۰ مدال طلا و یک بار در سال ۲۰۱۴ مدال برنز بدست آورد. 